# Joya del Tejocote
Joya del Tejocote är en ort i Mexiko, tillhörande kommunen Nicolás Romero i delstaten Mexiko. Joya del Tejocote ligger i den centrala delen av landet och tillhör Mexico Citys storstadsområde. Orten hade 680 invånare vid folkmätningen 2010.